# 努瓦西勒鲁瓦
努瓦西勒鲁瓦（法語：Noisy-le-Roi，法語發音：[nwazi lə ʁwa] ⓘ）是法国伊夫林省的一个市镇，属于凡尔赛区。

## 地理
努瓦西勒鲁瓦（48°50'47"N, 2°3'36"E）面积5.43 平方千米，位于法国法蘭西島大區伊夫林省，该省份为法国北部内陆省份，北起瓦兹河谷省，西接厄尔省，西南接厄尔-卢瓦省，东南接埃松省，东临上塞纳省。
与努瓦西勒鲁瓦接壤的市镇（或旧市镇、城区）包括：丰特奈勒弗勒里、巴伊、莱唐城、雷讷穆兰、圣农拉布勒泰什、维勒普勒。

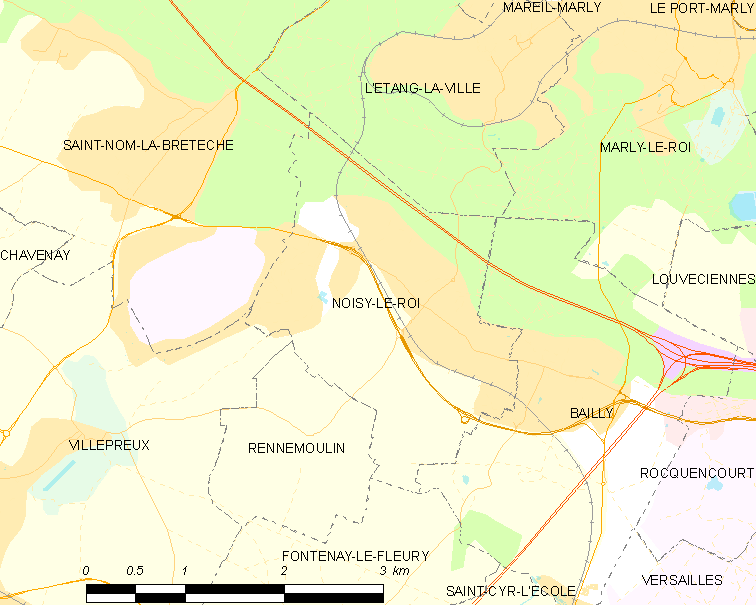
努瓦西勒鲁瓦的OSM定位图

努瓦西勒鲁瓦的时区为UTC+01:00、UTC+02:00（夏令时）。

## 行政
努瓦西勒鲁瓦的邮政编码为78590，INSEE市镇编码为78455。

## 政治
努瓦西勒鲁瓦所属的省级选区为塞纳河畔维尔讷伊县。

## 人口

1962-2008年间努瓦西勒鲁瓦人口变化图示

努瓦西勒鲁瓦于2022年1月1日时的人口数量为7597人。